# Thirteen (sång)
"Thirteen" är en låt av det amerikanska rockbandet Big Star, skriven av medlemmarna Alex Chilton och Chris Bell för gruppens debutalbum #1 Record, 1972. Tidskriften Rolling Stone beskriver den som "en av rockens vackraste hyllningar till tonåren", och placerade den som #396 på listan "500 greatest Songs of All Time".

## Coverversioner
"Thirteen" har tolkats av flera stora artister, däribland den svenska popartisten Håkan Hellström som själv översatte låten till svenska och år 2005 gav ut den som singel under namnet "13". Ett urval av inspelade versioner listas nedan.
| Artist                | Album                                             |
| --------------------- | ------------------------------------------------- |
| Evan Dando            | Live at the Brattle Theatre                       |
| Deus                  | Sister Dew                                        |
| Garbage               | Version 2.0 (Japanese edition), singeln "Push It" |
| Håkan Hellström       | Nåt gammalt, nåt nytt, nåt lånat, nåt blått       |
| Kind of Like Spitting | The Thrill of the Hunt                            |
| Mary Lou Lord         | Live City Sounds                                  |
| Magnapop              | Magnapop                                          |
| Elliott Smith         | New Moon                                          |
| Wilco                 | Big Star, Small World                             |
| Kathryn Williams      | Relations                                         |